# Gari

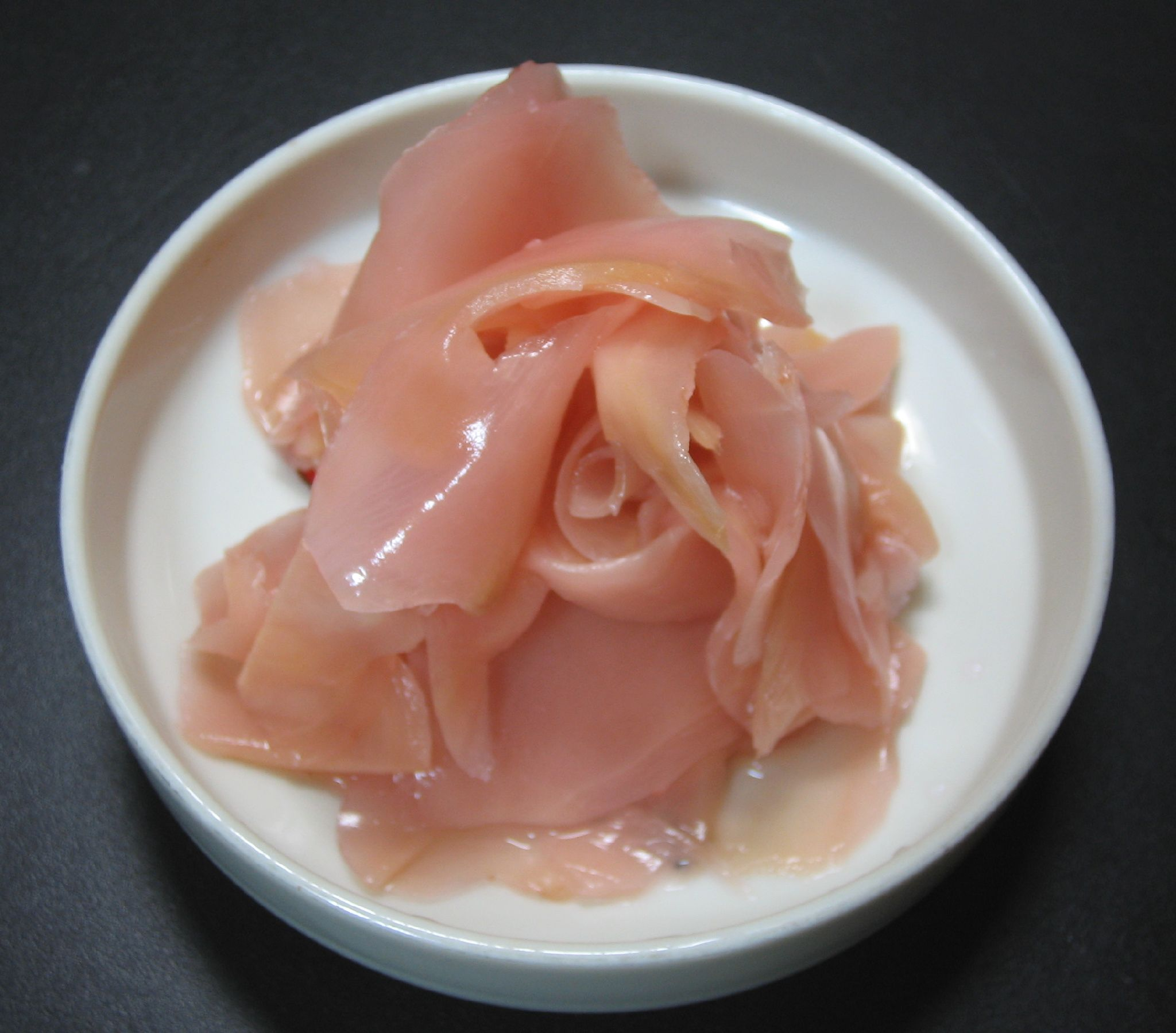

El gari  (ガリ?) es un tipo de tsukemono (vegetales encurtidos japoneses); es jengibre encurtido dulce servido con el sushi. Es usualmente de corte muy delgado, y de color rosado. Se come generalmente con platos de sushi por sus efectos antimicrobióticos.
El gari no debe ser confundido con el beni shōga.